# Elena Oetling
Elena Oetling (Chapala, Jalisco, 18 de abril de 1993) es una velerista mexicana que participó en los Juegos Olímpicos de Tokio 2020 y en los Juegos Olímpicos de París 2024.

## Trayectoria deportiva
Inició a practicar a los 9 años de edad en la Escuela de Vela del Club de Yates de Chapala.
En los JJOO de 2020 concluyó en el lugar 32; mientras que en París 2024 consiguió la posición número 26. 

## Palmarés
| Año  | Lugar                  | Medalla        | Competición                                |
| ---- | ---------------------- | -------------- | ------------------------------------------ |
| 2023 | El Salvador            | Medalla de oro | XXIV Juegos Centroamericanos y del Caribe  |
| 2020 | Miami, Florida         | 8° lugar       | Copa del Mundo                             |
| 2019 | Lima, Perú             | 5° lugar       | Juegos Panamericanos de Lima               |
| 2018 | Barranquilla, Colombia | Medalla de oro | XXIII Juegos Centroamericanos y del Caribe |

## Premios y reconocimientos
- La deportista olímpica es considerada como la mejor velerista de México.[9]
- En 2020 ganó el nombramiento de mejor regatista de México en bote solitario después de su participación en los JJOO 2020, donde concluyó en la posición 32.[10]